# Pallura invaria
Pallura invaria är en tvåvingeart som beskrevs av Walker 1859. Pallura invaria ingår i släktet Pallura och familjen puckelflugor. Inga underarter finns listade i Catalogue of Life.